# New Auburn (Minnesota)
Pour les articles homonymes, voir New Auburn.
New Auburn est une ville américaine située dans le Comté de Sibley, dans le Minnesota. Selon le recensement de 2010, sa population est de 456 habitants.